# Univé Ronde van Drenthe 2009
L'Univé Ronde van Drenthe 2009, terza edizione della corsa e valida come terza prova della Coppa del mondo di ciclismo su strada femminile 2009, si svolse il 13 aprile 2009 su un percorso di 138 km, con partenza e arrivo a Hoogeveen, nei Paesi Bassi. La vittoria fu appannaggio della svedese Emma Johansson, la quale completò il percorso in 3h26'08", alla media di 40,168 km/h, precedendo le olandesi Loes Gunnewijk e Chantal Blaak.
Sul traguardo di Hoogeveen 79 cicliste, su 81 partite dalla medesima località, portarono a termine la competizione.

## Squadre e corridori partecipanti
| N.      | Cod. | Squadra                        |
| ------- | ---- | ------------------------------ |
| 1-6     | TCW  | Team Columbia Women            |
| 11-16   | CWT  | Cervélo TestTeam Women         |
| 21-26   | DSB  | DSB Bank-LTO                   |
| 31-36   | NUR  | Equipe Nürnberger Versicherung |
| 41-46   | BCT  | Bigla Cycling Team             |
| 51-56   | MSI  | Selle Italia-Ghezzi            |
| 61-66   | GAU  | Gauss-RDZ-Ormu-Colnago         |
| 71-76   | FLX  | Team Flexpoint                 |
| 81-86   | RSC  | Red Sun Cycling Team           |
| 91-96   | LBL  | Lotto-Belisol Ladiesteam       |
| 101-106 | FEN  | Fenixs                         |

| N.      | Cod. | Squadra                           |
| ------- | ---- | --------------------------------- |
| 111-116 | LNL  | Leontien.nl                       |
| 121-126 | MIC  | SC Michela Fanini-Record-Rox      |
| 131-136 | TOG  | Top Girls Fassa Bortolo-Raxy Line |
| 141-146 | BPD  | Bizkaia-Durango                   |
| 151-156 | HPU  | Team Hitec Products-UCK           |
| 161-164 | DEU  | Germania                          |
| 171-176 | ITA  | Italia                            |
| 181-186 | USA  | Stati Uniti                       |
| 191-195 | GBR  | Regno Unito                       |
| 201-206 | DGC  | Team CMax-Dilà                    |
| 211-216 | NED  | Paesi Bassi                       |

## Resoconto degli eventi
Sul traguardo è arrivato un gruppo compatto formato da una trentina di atlete. Tra queste, sei si sono avvantaggiate negli ultimi metri ed Emma Johansson si è imposta nella volata finale. Delle 128 cicliste al via, 79 hanno concluso la gara.

## Ordine d'arrivo (Top 10)
| Pos. | Corridore           | Squadra       | Tempo    |
| ---- | ------------------- | ------------- | -------- |
| 1    | Emma Johansson      | Red Sun       | 3h26'08" |
| 2    | Loes Gunnewijk      | Flexpoint     | s.t.     |
| 3    | Chantal Blaak       | Leontien.nl   | s.t.     |
| 4    | Sara Düster         | Cervélo       | s.t.     |
| 5    | Grace Verbeke       | Lotto-Belisol | s.t.     |
| 6    | Eva Lutz            | Nürnberger    | s.t.     |
| 7    | Ina-Yoko Teutenberg | Columbia      | a 7"     |
| 8    | Marianne Vos        | DSB Bank      | s.t.     |
| 9    | Martine Bras        | Selle Italia  | s.t.     |
| 10   | Kirsten Wild        | Cervélo       | s.t.     |

## Punteggi UCI
| Pos. | Corridore            | Squadra       | Punti |
| ---- | -------------------- | ------------- | ----- |
| 1    | Emma Johansson       | Red Sun       | 75    |
| 2    | Loes Gunnewijk       | Flexpoint     | 50    |
| 3    | Chantal Blaak        | Leontien.nl   | 35    |
| 4    | Sara Düster          | Cervélo       | 30    |
| 5    | Grace Verbeke        | Lotto-Belisol | 27    |
| 6    | Eva Lutz             | Nürnberger    | 24    |
| 7    | Ina-Yoko Teutenberg  | Columbia      | 21    |
| 8    | Marianne Vos         | DSB Bank      | 18    |
| 9    | Martine Bras         | Selle Italia  | 15    |
| 10   | Kirsten Wild         | Cervélo       | 11    |
| 11   | Julia Martisova      | Gauss-RDZ     | 10    |
| 12   | Rochelle Gilmore     | Lotto-Belisol | 9     |
| 13   | Andrea Bosman        | Leontien.nl   | 8     |
| 14   | Giorgia Bronzini     | Safi-Pasta Z. | 7     |
| 15   | Suzanne De Goede     | Nürnberger    | 6     |
| 16   | Alessandra D'Ettorre | Fassa B.      | 5     |
| 17   | Tania Belvederesi    | Gauss-RDZ     | 4     |
| 18   | Catherine Willianson | Fenixs        | 3     |
| 19   | Alexandra Greenfield | Regno Unito   | 2     |
| 20   | Lucinda Brand        | Leontien.nl   | 1     |

| Pos. | Squadra                           | Punti |
| ---- | --------------------------------- | ----- |
| 1    | Red Sun Cycling Team              | 75    |
| 2    | Team Flexpoint                    | 50    |
| 3    | Leontien.nl                       | 44    |
| 4    | Cervélo TestTeam Women            | 41    |
| 5    | Lotto-Belisol Ladiesteam          | 36    |
| 6    | Equipe Nürnberger Versicherung    | 30    |
| 7    | Team Columbia Women               | 21    |
| 8    | DSB Bank-LTO                      | 18    |
| 9    | Selle Italia-Ghezzi               | 15    |
| 10   | Gauss-RDZ-Ormu-Colnago            | 14    |
| 11   | Safi-Pasta Zara-Titanedi          | 7     |
| 12   | Top Girls Fassa Bortolo-Raxy Line | 5     |
| 13   | Fenixs                            | 3     |
| 14   | Regno Unito                       | 2     |